# Louis-Pascal Couvelaire
 (mars 2017).
Si vous disposez d'ouvrages ou d'articles de référence ou si vous connaissez des sites web de qualité traitant du thème abordé ici, merci de compléter l'article en donnant les références utiles à sa vérifiabilité et en les liant à la section « Notes et références ».
Louis-Pascal Couvelaire est un réalisateur français.

## Biographie
Il réalise de très nombreux films publicitaires et reçu de nombreux prix internationaux[réf. nécessaire]. En 2001, il passe au cinéma avec Sueurs avec Sagamore Stévenin, puis retrouve le comédien l'année suivante pour une adaptation de la bande dessinée de Jean Graton, Michel Vaillant, produite par Europacorp.
En 2011, il réalise le documentaire Le Mystère de L'Oiseau blanc sur l'affaire de l'Oiseau blanc de Nungesser et Coli.
En 2014, il signe une série de documentaires sur les reporters de guerre avec Patrick Chauvel : Mémoire de l'oubli.
En 2018 il écrit et réalise pour Arte un documentaire de 90 minutes : Orient-Express, le voyage d'une légende.

## Filmographie
Sauf indication contraire, les informations mentionnées dans cette section peuvent être confirmées par les bases de données cinématographiques IMDb et Allociné,  présentes dans la section « Liens externes ».
- 2002 : Sueurs - également scénariste
- 2003 : Michel Vaillant
- 2011 : Le Mystère de L'Oiseau blanc (téléfilm documentaire)
- 2012 : Antigone 34 (série télévisée)
- 2012 : Viaggio in Italia (court métrage)
- 2014 : Mémoire de l'oubli (série documentaire) - coréalisé avec Patrick Chauvel et Ophélie Lerouge
- 2018 : Orient-Express, le voyage d'une légende (documentaire)
- 2020 : Les Détectives du ciel (documentaire)

## Distinctions
- Festival international de New York 1998 :
  - médaille de bronze pour une publicité pour Citroën Xsara avec Claudia Schiffer
  - médaille d'argent pour une publicité pour Honda
- Festival de la francophonie de Montréal[Quand ?] : premier prix pour une publicité pour les cafés Carte Noire
- Festival du film publicitaire de Cannes[Quand ?] : Lion de bronze pour une publicité pour Metaspirine
- Festival de Biarritz[Quand ?] : deux prix Festival pour une publicité pour Citroën et prix de la francophonie pour une publicité pour Royal Air Maroc